# Valleigebied van de Kleine Nete met brongebieden, moerassen en heiden
Valleigebied van de Kleine Nete met brongebieden, moerassen en heiden este o arie protejată (arie specială de conservare — SAC, sit de importanță comunitară — SCI, arie de protecție specială avifaunistică — SPA) din Belgia întinsă pe o suprafață de 4.884 ha, integral pe uscat.

## Localizare
Centrul sitului Valleigebied van de Kleine Nete met brongebieden, moerassen en heiden este situat la coordonatele 51°15′00″N 5°05′00″E / 51.25°N 5.0833°E.

## Înființare
Situl Valleigebied van de Kleine Nete met brongebieden, moerassen en heiden a fost declarat arie de protecție specială avifaunistică în ianuarie 1900 pentru a proteja 2 specii de plante și 8 specii de animale. Alte tipuri de protecție:
- sit de importanță comunitară (în mai 2002)
- arie specială de conservare (în aprilie 2014)[2][3][4]

## Biodiversitate
Situată în ecoregiunea atlantică, aria protejată conține 21 de habitate naturale: Vegetație psamofilă uscată cu Calluna și Genista, Vegetație psamofilă uscată cu pășuni deschise de Corynephorus și Agrostis, Ape stătătoare oligotrofe până la mezotrofe, cu vegetație de Littorelletea uniflorae și/sau de Isoëto-Nanojuncetea, Ape puternic oligomezotrofe cu vegetație bentonică cu Chara spp., Lacuri eutrofice naturale cu vegetație de tip Magnopotamion sau Hydrocharition, Lacuri și iazuri distrofice naturale, Cursuri de apă de la nivel de câmpie la nivel montan, cu vegetație Ranunculion fluitantis și Callitricho-Batrachion, Pajiști umede nord-atlantice cu Erica tetralix, Pajiști uscate europene, Formațiuni ierboase bogate în specii de Nardus, dezvoltate pe substraturi silicioase în zone montane (și în zone submontane, în Europa continentală), Pajiști cu Molinia pe soluri calcaroase, turboase sau argilos-nămoloase (Molinion caeruleae), Liziere de ierburi înalte hidrofile de câmpie și de nivel montan până la alpin, Fânețe de joasă altitudine (Alopecurus pratensis, Sanguisorba officinalis), Mlaștini turboase de tranziție și turbării mișcătoare, Depresiuni pe substraturi de turbă de Rhynchosporion, Mlaștini calcaroase cu Cladium mariscus și specii de Caricion davallianae, Mlaștini alcaline, Păduri de fag acidofile atlantice, cu subarboret de Ilex și, uneori, de asemenea, Taxus, la nivelul arbuștilor (Quercion robori-petraeae sau Ilici-Fagenion), Păduri acidofile de stejar bătrân cu Quercus robur pe câmpii nisipoase, Păduri aluvionare cu Alnus glutinosa și Fraxinus excelsior (Alno-Padion, Alnion incanae, Salicion albae), Estuare.
La baza desemnării sitului se află mai multe specii protejate:
- plante (2): moșișoare (Liparis loeselii), Luronium natans
- mamifere (1): liliac cărămiziu (Myotis emarginatus)
- nevertebrate (2): Euplagia quadripunctaria, libelule (Leucorrhinia pectoralis)
- pești (5): zvârluga (Cobitis taenia), zglăvoacă (Cottus gobio), Lampetra fluviatilis, cicar (Lampetra planeri), boarță (Rhodeus amarus)

Pe lângă speciile protejate, pe teritoriul sitului au mai fost identificate 10 specii de păsări, 3 specii de amfibieni, 9 specii de mamifere, 1 specie de reptile.